# Mutya
Mutya é uma telenovela filipina produzida e exibida pela ABS-CBN, cuja transmissão ocorreu em 2011.

## Elenco
- Mutya Orquia - Mutya Sardenas
- Precious Lara Quigaman - Cordelia Sardenas
- Alfred Vargas - Haring Irvin
- Jairus Aquino - Aries